# Старгёрл (фильм)
«Старгёрл» (англ. Stargirl) — музыкальная романтическая драма режиссёра Джулии Харт по одноимённому роману Джерри Спинелли. Премьера фильма в США состоялась 13 марта 2020 года на стриминговом канале Disney+.

## Сюжет
После потери отца и переезда в маленький городок в штате Аризона Лео Борлок вынужден, чтобы избегать насмешек и притеснений, прятать свою индивидуальность. Став таким как все, Лео ведёт скучную размеренную жизнь, учится в школе и играет в не слишком профессиональном школьном музыкальном ансамбле.
Всё меняется во время последнего школьного года, когда в классе появляется девочка с необычным именем Старгёрл. Она носит яркую одежду и носит с собой укулеле, на котором исполняет для Лео песню «Happy Birthday to You», неожиданно для того поздравляя его с днём рождения. Желая узнать больше о Старгёрл, Лео узнаёт, что она, как и он, растёт без отца, предыдущие годы училась на дому, а также о её богатом внутреннем мире и её стремлении нести людям добро, даже если те об этом и не знают. Лео и Старгёрл знакомятся, чувствуют симпатию, а затем и любовь друг к другу, и новая подруга пытается вытащить молодого человека из состояния замкнутости. Благодаря своим жизнеутверждающим песням ей удаётся вселить уверенности в школьную команду по американскому футболу, стабильно проигрывавшую ранее не всех матчах, и та начинает одерживать победу за победой.
Однако неожиданно добрые поступки Старгёрл неожиданно начинают оборачиваться обратной стороной. Поддержка травмированного игрока команды противника в решающем матче разом убивает её популярность среди учеников школы. А вскоре во время школьного ток-шоу, которое ведёт друг Лео Кевин Сингх, выясняется, что ещё один её добрый поступок — починка велосипеда попавшему в больницу брату одной из одноклассниц — приносит его семье горе, поскольку тот из-за травмы никогда не сможет сесть на велосипед. Лео советует Старгёрл стать такой как все, и она пробует последовать совету друга. Однако на региональном конкурсе ораторов вместо стандартной речи об интернет-приватности Страгёрл выступает с очень личной речью о сложности и важности взаимопонимания человека с окружающим миром.
Несмотря на победу Старгёрл — первую для её школы — ученики игнорируют её успех, и даже Лео не оправдывает надежд девушки, не сумев оказать поддержку в том, что для неё было важнее всего. Расставаясь с ним, Старгёрл дарит ему свою коллекцию грампластинок и проигрыватель для них, а затем на выпускном балу добивается того, чтобы Лео выступил перед всеми с песней. Вместе с матерью она уезжает из города, но по прошествии лет продолжает оставаться легендой в своей школе, а воспоминания о ней навсегда остаются с окончившим школу Лео.

## В ролях
| Актёр                   | Роль                         |
| ----------------------- | ---------------------------- |
| Грейс Вандервол         | Старгёрл (Сьюзан) Карауэй    |
| Грэм Верчир             | Лео Борлок                   |
| Джанкарло Эспозито      | Арчи Брубэйкер, палеонтолог  |
| Каран Брар              | Кевин Сингх, лучший друг Лео |
| Дэрби Стэнчфилд         | Глория Борлок, мать Лео      |
| Максимилиано Эрнандес   | мистер Робино, учитель       |
| Дэмиан О’Хэр            | отец Лео                     |
| Анначеска Браун         | Тесс Рид                     |
| Коллин Блэкфорд         | Бенни Буррито                |
| Эллисон Уэнтуорт        | Дори Дилсон                  |
| Хулиосесар Чавес        | Алан Ферко                   |
| Артемис                 | Мэллори Франклин             |
| Джулия Флорес           | Саммер                       |
| Габриэла Суроджаван     | Ким                          |
| Шелби Симмонс           | Хиллари Кимбл                |
| Джон Аполинар           | Уэйн Парнелл                 |
| Алекс Джеймс            | Зак Джеймс                   |
| Люсинда Маркер          | Принсипал Саттерс            |
| Сара Аррингтон          | Ана Карауэй, мать Старгёрл   |
| Энцо Чарльз де Анджелис | Лео в 8 лет                  |
| Атарва Варма            | Кевин в 8 лет                |